# 남아프리카 공화국 축구 국가대표팀

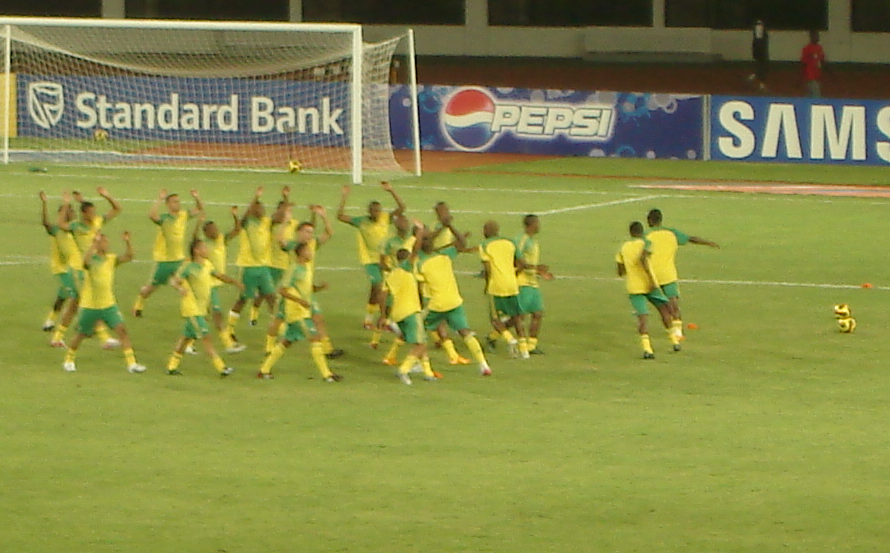

남아프리카 공화국 축구 국가대표팀(영어: South Africa national soccer team)은 남아프리카 공화국을 대표하는 축구 국가대표팀으로 남아프리카 공화국 축구 협회에서 관리한다. '바파나 바파나'라는 별칭으로 잘 알려져 있으며 1906년 7월 9일 아르헨티나와의 국제 경기 데뷔전에서 1-0으로 승리했다. 아프리카 국가로는 최초로 월드컵을 개최한 국가이며 인종 차별 정책인 아파르트헤이트로 인해 1960년대부터 약 30년간 모든 국제대회 출전이 금지되었다. 이 조치는 1990년 2월 넬슨 만델라가 석방되면서 해제되었다.

## 국제 대회 경력

### FIFA 월드컵
월드컵 본선에는 3번 출전했으나 3번의 대회 모두 조별리그 탈락의 고배를 마셨고 특히 자국에서 열린 2010년 대회에서 개최국이라는 이점이 있었음에도 불구하고 A조 2차전에서 남미의 강호 우루과이에게 당한 0-3 완패의 여파로 인해 1승 1무 1패·조 3위로 또 다시 조별리그 탈락의 수모를 당하면서 월드컵 본선 조별리그에서 탈락한 최초의 개최국이라는 불명예를 떠안았다.

### 아프리카 네이션스컵
아프리카 네이션스컵 본선에는 10번 출전했고 이 가운데 자국에서 열린 1996년 대회에서 사상 첫 메이저 대회 우승 트로피를 안았고 차기 대회인 1998년 대회에서 준우승을 차지하는 등 4대회 연속 8강 이상의 성적을 나타냈으며 2002년 대회 8강 이후에는 3대회 연속 조별리그 탈락의 수모를 겪었고 2015년 대회에서도 조별리그에서 탈락했다. 그러나 바로 직전 대회인 2013년 대회와 이후의 대회인 2019년 대회에서는 8강에 이름을 올렸다.

### 아프리카 네이션스 챔피언십
자국 리그에서 활동하는 선수들만 참가할 수 있는 아프리카 네이션스 챔피언십 본선에는 2번 출전하여 이 중 2011년 대회에서 8강에 올랐으나 8강에서 알제리에 0-2로 패하며 준결승 진출에는 실패했다.

### FIFA 컨페더레이션스컵
컨페드컵에는 2번 출전하여 이 중 자국에서 열린 2009년 대회에서 준결승에 오르면서 FIFA 주관 대회 역대 최고 성적을 거두었다. 그러나 그 당시 A조 조별리그 상대가 UEFA 유로 2008 우승국 스페인, 2007년 AFC 아시안컵 우승국 이라크, 2008년 OFC 네이션스컵 우승국 뉴질랜드였기 때문에 높은 평가를 받기에는 역부족이었다.

### 하계 올림픽
성인대표팀 시절에는 한번도 올림픽 본선에 나선 적이 없다.

### CONCACAF 골드컵
초청팀 자격으로 2005년 대회에 유일하게 출전했고 이 대회에서 8강에 이름을 올렸다.

## 국제대회 기록

### FIFA 월드컵
| FIFA 월드컵 본선 기록 | FIFA 월드컵 본선 기록                                           | FIFA 월드컵 본선 기록                                           | FIFA 월드컵 본선 기록                                           | FIFA 월드컵 본선 기록                                           | FIFA 월드컵 본선 기록                                           | FIFA 월드컵 본선 기록                                           | FIFA 월드컵 본선 기록                                           | FIFA 월드컵 본선 기록                                           | FIFA 월드컵 본선 기록                                           | FIFA 월드컵 예선 기록                                           | FIFA 월드컵 예선 기록                                           | FIFA 월드컵 예선 기록                                           | FIFA 월드컵 예선 기록                                           | FIFA 월드컵 예선 기록                                           | FIFA 월드컵 예선 기록                                           | FIFA 월드컵 예선 기록                                           |
| 년도                  | 결과                                                            | 순위                                                            | 경기                                                            | 승                                                              | 무*                                                             | 패                                                              | 득점                                                            | 실점                                                            | 승점                                                            | 경기                                                            | 승                                                              | 무*                                                             | 패                                                              | 득점                                                            | 실점                                                            | 승점                                                            |
| --------------------- | --------------------------------------------------------------- | --------------------------------------------------------------- | --------------------------------------------------------------- | --------------------------------------------------------------- | --------------------------------------------------------------- | --------------------------------------------------------------- | --------------------------------------------------------------- | --------------------------------------------------------------- | --------------------------------------------------------------- | --------------------------------------------------------------- | --------------------------------------------------------------- | --------------------------------------------------------------- | --------------------------------------------------------------- | --------------------------------------------------------------- | --------------------------------------------------------------- | --------------------------------------------------------------- |
| 1930년                | 불참                                                            | 불참                                                            | 불참                                                            | 불참                                                            | 불참                                                            | 불참                                                            | 불참                                                            | 불참                                                            | 불참                                                            | 불참                                                            | 불참                                                            | 불참                                                            | 불참                                                            | 불참                                                            | 불참                                                            | 불참                                                            |
| 1934년                | 불참                                                            | 불참                                                            | 불참                                                            | 불참                                                            | 불참                                                            | 불참                                                            | 불참                                                            | 불참                                                            | 불참                                                            | 불참                                                            | 불참                                                            | 불참                                                            | 불참                                                            | 불참                                                            | 불참                                                            | 불참                                                            |
| 1938년                | 불참                                                            | 불참                                                            | 불참                                                            | 불참                                                            | 불참                                                            | 불참                                                            | 불참                                                            | 불참                                                            | 불참                                                            | 불참                                                            | 불참                                                            | 불참                                                            | 불참                                                            | 불참                                                            | 불참                                                            | 불참                                                            |
| 1950년                | 불참                                                            | 불참                                                            | 불참                                                            | 불참                                                            | 불참                                                            | 불참                                                            | 불참                                                            | 불참                                                            | 불참                                                            | 불참                                                            | 불참                                                            | 불참                                                            | 불참                                                            | 불참                                                            | 불참                                                            | 불참                                                            |
| 1954년                | 불참                                                            | 불참                                                            | 불참                                                            | 불참                                                            | 불참                                                            | 불참                                                            | 불참                                                            | 불참                                                            | 불참                                                            | 불참                                                            | 불참                                                            | 불참                                                            | 불참                                                            | 불참                                                            | 불참                                                            | 불참                                                            |
| 1958년                | 불참                                                            | 불참                                                            | 불참                                                            | 불참                                                            | 불참                                                            | 불참                                                            | 불참                                                            | 불참                                                            | 불참                                                            | 불참                                                            | 불참                                                            | 불참                                                            | 불참                                                            | 불참                                                            | 불참                                                            | 불참                                                            |
| 1962년                | 출전 자격 박탈 (아파르트헤이트 정책으로 FIFA에서 출전 금지당함) | 출전 자격 박탈 (아파르트헤이트 정책으로 FIFA에서 출전 금지당함) | 출전 자격 박탈 (아파르트헤이트 정책으로 FIFA에서 출전 금지당함) | 출전 자격 박탈 (아파르트헤이트 정책으로 FIFA에서 출전 금지당함) | 출전 자격 박탈 (아파르트헤이트 정책으로 FIFA에서 출전 금지당함) | 출전 자격 박탈 (아파르트헤이트 정책으로 FIFA에서 출전 금지당함) | 출전 자격 박탈 (아파르트헤이트 정책으로 FIFA에서 출전 금지당함) | 출전 자격 박탈 (아파르트헤이트 정책으로 FIFA에서 출전 금지당함) | 출전 자격 박탈 (아파르트헤이트 정책으로 FIFA에서 출전 금지당함) | 출전 자격 박탈 (아파르트헤이트 정책으로 FIFA에서 출전 금지당함) | 출전 자격 박탈 (아파르트헤이트 정책으로 FIFA에서 출전 금지당함) | 출전 자격 박탈 (아파르트헤이트 정책으로 FIFA에서 출전 금지당함) | 출전 자격 박탈 (아파르트헤이트 정책으로 FIFA에서 출전 금지당함) | 출전 자격 박탈 (아파르트헤이트 정책으로 FIFA에서 출전 금지당함) | 출전 자격 박탈 (아파르트헤이트 정책으로 FIFA에서 출전 금지당함) | 출전 자격 박탈 (아파르트헤이트 정책으로 FIFA에서 출전 금지당함) |
| 1966년                | 출전 자격 박탈 (아파르트헤이트 정책으로 FIFA에서 출전 금지당함) | 출전 자격 박탈 (아파르트헤이트 정책으로 FIFA에서 출전 금지당함) | 출전 자격 박탈 (아파르트헤이트 정책으로 FIFA에서 출전 금지당함) | 출전 자격 박탈 (아파르트헤이트 정책으로 FIFA에서 출전 금지당함) | 출전 자격 박탈 (아파르트헤이트 정책으로 FIFA에서 출전 금지당함) | 출전 자격 박탈 (아파르트헤이트 정책으로 FIFA에서 출전 금지당함) | 출전 자격 박탈 (아파르트헤이트 정책으로 FIFA에서 출전 금지당함) | 출전 자격 박탈 (아파르트헤이트 정책으로 FIFA에서 출전 금지당함) | 출전 자격 박탈 (아파르트헤이트 정책으로 FIFA에서 출전 금지당함) | 출전 자격 박탈 (아파르트헤이트 정책으로 FIFA에서 출전 금지당함) | 출전 자격 박탈 (아파르트헤이트 정책으로 FIFA에서 출전 금지당함) | 출전 자격 박탈 (아파르트헤이트 정책으로 FIFA에서 출전 금지당함) | 출전 자격 박탈 (아파르트헤이트 정책으로 FIFA에서 출전 금지당함) | 출전 자격 박탈 (아파르트헤이트 정책으로 FIFA에서 출전 금지당함) | 출전 자격 박탈 (아파르트헤이트 정책으로 FIFA에서 출전 금지당함) | 출전 자격 박탈 (아파르트헤이트 정책으로 FIFA에서 출전 금지당함) |
| 1970년                | 출전 자격 박탈 (아파르트헤이트 정책으로 FIFA에서 출전 금지당함) | 출전 자격 박탈 (아파르트헤이트 정책으로 FIFA에서 출전 금지당함) | 출전 자격 박탈 (아파르트헤이트 정책으로 FIFA에서 출전 금지당함) | 출전 자격 박탈 (아파르트헤이트 정책으로 FIFA에서 출전 금지당함) | 출전 자격 박탈 (아파르트헤이트 정책으로 FIFA에서 출전 금지당함) | 출전 자격 박탈 (아파르트헤이트 정책으로 FIFA에서 출전 금지당함) | 출전 자격 박탈 (아파르트헤이트 정책으로 FIFA에서 출전 금지당함) | 출전 자격 박탈 (아파르트헤이트 정책으로 FIFA에서 출전 금지당함) | 출전 자격 박탈 (아파르트헤이트 정책으로 FIFA에서 출전 금지당함) | 출전 자격 박탈 (아파르트헤이트 정책으로 FIFA에서 출전 금지당함) | 출전 자격 박탈 (아파르트헤이트 정책으로 FIFA에서 출전 금지당함) | 출전 자격 박탈 (아파르트헤이트 정책으로 FIFA에서 출전 금지당함) | 출전 자격 박탈 (아파르트헤이트 정책으로 FIFA에서 출전 금지당함) | 출전 자격 박탈 (아파르트헤이트 정책으로 FIFA에서 출전 금지당함) | 출전 자격 박탈 (아파르트헤이트 정책으로 FIFA에서 출전 금지당함) | 출전 자격 박탈 (아파르트헤이트 정책으로 FIFA에서 출전 금지당함) |
| 1974년                | 출전 자격 박탈 (아파르트헤이트 정책으로 FIFA에서 출전 금지당함) | 출전 자격 박탈 (아파르트헤이트 정책으로 FIFA에서 출전 금지당함) | 출전 자격 박탈 (아파르트헤이트 정책으로 FIFA에서 출전 금지당함) | 출전 자격 박탈 (아파르트헤이트 정책으로 FIFA에서 출전 금지당함) | 출전 자격 박탈 (아파르트헤이트 정책으로 FIFA에서 출전 금지당함) | 출전 자격 박탈 (아파르트헤이트 정책으로 FIFA에서 출전 금지당함) | 출전 자격 박탈 (아파르트헤이트 정책으로 FIFA에서 출전 금지당함) | 출전 자격 박탈 (아파르트헤이트 정책으로 FIFA에서 출전 금지당함) | 출전 자격 박탈 (아파르트헤이트 정책으로 FIFA에서 출전 금지당함) | 출전 자격 박탈 (아파르트헤이트 정책으로 FIFA에서 출전 금지당함) | 출전 자격 박탈 (아파르트헤이트 정책으로 FIFA에서 출전 금지당함) | 출전 자격 박탈 (아파르트헤이트 정책으로 FIFA에서 출전 금지당함) | 출전 자격 박탈 (아파르트헤이트 정책으로 FIFA에서 출전 금지당함) | 출전 자격 박탈 (아파르트헤이트 정책으로 FIFA에서 출전 금지당함) | 출전 자격 박탈 (아파르트헤이트 정책으로 FIFA에서 출전 금지당함) | 출전 자격 박탈 (아파르트헤이트 정책으로 FIFA에서 출전 금지당함) |
| 1978년                | 출전 자격 박탈 (아파르트헤이트 정책으로 FIFA에서 출전 금지당함) | 출전 자격 박탈 (아파르트헤이트 정책으로 FIFA에서 출전 금지당함) | 출전 자격 박탈 (아파르트헤이트 정책으로 FIFA에서 출전 금지당함) | 출전 자격 박탈 (아파르트헤이트 정책으로 FIFA에서 출전 금지당함) | 출전 자격 박탈 (아파르트헤이트 정책으로 FIFA에서 출전 금지당함) | 출전 자격 박탈 (아파르트헤이트 정책으로 FIFA에서 출전 금지당함) | 출전 자격 박탈 (아파르트헤이트 정책으로 FIFA에서 출전 금지당함) | 출전 자격 박탈 (아파르트헤이트 정책으로 FIFA에서 출전 금지당함) | 출전 자격 박탈 (아파르트헤이트 정책으로 FIFA에서 출전 금지당함) | 출전 자격 박탈 (아파르트헤이트 정책으로 FIFA에서 출전 금지당함) | 출전 자격 박탈 (아파르트헤이트 정책으로 FIFA에서 출전 금지당함) | 출전 자격 박탈 (아파르트헤이트 정책으로 FIFA에서 출전 금지당함) | 출전 자격 박탈 (아파르트헤이트 정책으로 FIFA에서 출전 금지당함) | 출전 자격 박탈 (아파르트헤이트 정책으로 FIFA에서 출전 금지당함) | 출전 자격 박탈 (아파르트헤이트 정책으로 FIFA에서 출전 금지당함) | 출전 자격 박탈 (아파르트헤이트 정책으로 FIFA에서 출전 금지당함) |
| 1982년                | 출전 자격 박탈 (아파르트헤이트 정책으로 FIFA에서 출전 금지당함) | 출전 자격 박탈 (아파르트헤이트 정책으로 FIFA에서 출전 금지당함) | 출전 자격 박탈 (아파르트헤이트 정책으로 FIFA에서 출전 금지당함) | 출전 자격 박탈 (아파르트헤이트 정책으로 FIFA에서 출전 금지당함) | 출전 자격 박탈 (아파르트헤이트 정책으로 FIFA에서 출전 금지당함) | 출전 자격 박탈 (아파르트헤이트 정책으로 FIFA에서 출전 금지당함) | 출전 자격 박탈 (아파르트헤이트 정책으로 FIFA에서 출전 금지당함) | 출전 자격 박탈 (아파르트헤이트 정책으로 FIFA에서 출전 금지당함) | 출전 자격 박탈 (아파르트헤이트 정책으로 FIFA에서 출전 금지당함) | 출전 자격 박탈 (아파르트헤이트 정책으로 FIFA에서 출전 금지당함) | 출전 자격 박탈 (아파르트헤이트 정책으로 FIFA에서 출전 금지당함) | 출전 자격 박탈 (아파르트헤이트 정책으로 FIFA에서 출전 금지당함) | 출전 자격 박탈 (아파르트헤이트 정책으로 FIFA에서 출전 금지당함) | 출전 자격 박탈 (아파르트헤이트 정책으로 FIFA에서 출전 금지당함) | 출전 자격 박탈 (아파르트헤이트 정책으로 FIFA에서 출전 금지당함) | 출전 자격 박탈 (아파르트헤이트 정책으로 FIFA에서 출전 금지당함) |
| 1986년                | 출전 자격 박탈 (아파르트헤이트 정책으로 FIFA에서 출전 금지당함) | 출전 자격 박탈 (아파르트헤이트 정책으로 FIFA에서 출전 금지당함) | 출전 자격 박탈 (아파르트헤이트 정책으로 FIFA에서 출전 금지당함) | 출전 자격 박탈 (아파르트헤이트 정책으로 FIFA에서 출전 금지당함) | 출전 자격 박탈 (아파르트헤이트 정책으로 FIFA에서 출전 금지당함) | 출전 자격 박탈 (아파르트헤이트 정책으로 FIFA에서 출전 금지당함) | 출전 자격 박탈 (아파르트헤이트 정책으로 FIFA에서 출전 금지당함) | 출전 자격 박탈 (아파르트헤이트 정책으로 FIFA에서 출전 금지당함) | 출전 자격 박탈 (아파르트헤이트 정책으로 FIFA에서 출전 금지당함) | 출전 자격 박탈 (아파르트헤이트 정책으로 FIFA에서 출전 금지당함) | 출전 자격 박탈 (아파르트헤이트 정책으로 FIFA에서 출전 금지당함) | 출전 자격 박탈 (아파르트헤이트 정책으로 FIFA에서 출전 금지당함) | 출전 자격 박탈 (아파르트헤이트 정책으로 FIFA에서 출전 금지당함) | 출전 자격 박탈 (아파르트헤이트 정책으로 FIFA에서 출전 금지당함) | 출전 자격 박탈 (아파르트헤이트 정책으로 FIFA에서 출전 금지당함) | 출전 자격 박탈 (아파르트헤이트 정책으로 FIFA에서 출전 금지당함) |
| 1990년                | 출전 자격 박탈 (아파르트헤이트 정책으로 FIFA에서 출전 금지당함) | 출전 자격 박탈 (아파르트헤이트 정책으로 FIFA에서 출전 금지당함) | 출전 자격 박탈 (아파르트헤이트 정책으로 FIFA에서 출전 금지당함) | 출전 자격 박탈 (아파르트헤이트 정책으로 FIFA에서 출전 금지당함) | 출전 자격 박탈 (아파르트헤이트 정책으로 FIFA에서 출전 금지당함) | 출전 자격 박탈 (아파르트헤이트 정책으로 FIFA에서 출전 금지당함) | 출전 자격 박탈 (아파르트헤이트 정책으로 FIFA에서 출전 금지당함) | 출전 자격 박탈 (아파르트헤이트 정책으로 FIFA에서 출전 금지당함) | 출전 자격 박탈 (아파르트헤이트 정책으로 FIFA에서 출전 금지당함) | 출전 자격 박탈 (아파르트헤이트 정책으로 FIFA에서 출전 금지당함) | 출전 자격 박탈 (아파르트헤이트 정책으로 FIFA에서 출전 금지당함) | 출전 자격 박탈 (아파르트헤이트 정책으로 FIFA에서 출전 금지당함) | 출전 자격 박탈 (아파르트헤이트 정책으로 FIFA에서 출전 금지당함) | 출전 자격 박탈 (아파르트헤이트 정책으로 FIFA에서 출전 금지당함) | 출전 자격 박탈 (아파르트헤이트 정책으로 FIFA에서 출전 금지당함) | 출전 자격 박탈 (아파르트헤이트 정책으로 FIFA에서 출전 금지당함) |
| 1994년                | 예선 탈락                                                       | 예선 탈락                                                       | 예선 탈락                                                       | 예선 탈락                                                       | 예선 탈락                                                       | 예선 탈락                                                       | 예선 탈락                                                       | 예선 탈락                                                       | 예선 탈락                                                       | 4                                                               | 2                                                               | 1                                                               | 1                                                               | 2                                                               | 4                                                               | 7                                                               |
| 1998년                | 조별리그                                                        | 24위                                                            | 3                                                               | 0                                                               | 2                                                               | 1                                                               | 3                                                               | 6                                                               | 2                                                               | 8                                                               | 6                                                               | 1                                                               | 1                                                               | 11                                                              | 3                                                               | 19                                                              |
| 2002년                | 조별리그                                                        | 17위                                                            | 3                                                               | 1                                                               | 1                                                               | 1                                                               | 5                                                               | 5                                                               | 4                                                               | 8                                                               | 7                                                               | 1                                                               | 0                                                               | 13                                                              | 3                                                               | 22                                                              |
| 2006년                | 예선 탈락                                                       | 예선 탈락                                                       | 예선 탈락                                                       | 예선 탈락                                                       | 예선 탈락                                                       | 예선 탈락                                                       | 예선 탈락                                                       | 예선 탈락                                                       | 예선 탈락                                                       | 10                                                              | 5                                                               | 1                                                               | 4                                                               | 12                                                              | 14                                                              | 16                                                              |
| 2010년                | 조별리그                                                        | 20위                                                            | 3                                                               | 1                                                               | 1                                                               | 1                                                               | 3                                                               | 5                                                               | 4                                                               | 6                                                               | 2                                                               | 1                                                               | 3                                                               | 5                                                               | 5                                                               | 7(자동진출)                                                     |
| 2014년                | 예선 탈락                                                       | 예선 탈락                                                       | 예선 탈락                                                       | 예선 탈락                                                       | 예선 탈락                                                       | 예선 탈락                                                       | 예선 탈락                                                       | 예선 탈락                                                       | 예선 탈락                                                       | 6                                                               | 3                                                               | 2                                                               | 1                                                               | 12                                                              | 5                                                               | 11                                                              |
| 2018년                | 예선 탈락                                                       | 예선 탈락                                                       | 예선 탈락                                                       | 예선 탈락                                                       | 예선 탈락                                                       | 예선 탈락                                                       | 예선 탈락                                                       | 예선 탈락                                                       | 예선 탈락                                                       | 8                                                               | 3                                                               | 1                                                               | 4                                                               | 11                                                              | 11                                                              | 10                                                              |
| 2022년                | 예선 탈락                                                       | 예선 탈락                                                       | 예선 탈락                                                       | 예선 탈락                                                       | 예선 탈락                                                       | 예선 탈락                                                       | 예선 탈락                                                       | 예선 탈락                                                       | 예선 탈락                                                       | 6                                                               | 4                                                               | 1                                                               | 1                                                               | 6                                                               | 2                                                               | 13                                                              |
| 합계                  | 3회 진출(3/14)                                                  | 조별리그(3회)                                                   | 9                                                               | 2                                                               | 4                                                               | 3                                                               | 11                                                              | 16                                                              | 10                                                              | 50                                                              | 28                                                              | 8                                                               | 14                                                              | 66                                                              | 45                                                              | 92                                                              |
| 순위                  | FIFA 월드컵 역대 순위 : 46위                                    | FIFA 월드컵 역대 순위 : 46위                                    | FIFA 월드컵 역대 순위 : 46위                                    | FIFA 월드컵 역대 순위 : 46위                                    | FIFA 월드컵 역대 순위 : 46위                                    | FIFA 월드컵 역대 순위 : 46위                                    | FIFA 월드컵 역대 순위 : 46위                                    | FIFA 월드컵 역대 순위 : 46위                                    | FIFA 월드컵 역대 순위 : 46위                                    | 월드컵 예선 승점 순위 : 85위 (아프리카 14위)                    | 월드컵 예선 승점 순위 : 85위 (아프리카 14위)                    | 월드컵 예선 승점 순위 : 85위 (아프리카 14위)                    | 월드컵 예선 승점 순위 : 85위 (아프리카 14위)                    | 월드컵 예선 승점 순위 : 85위 (아프리카 14위)                    | 월드컵 예선 승점 순위 : 85위 (아프리카 14위)                    | 월드컵 예선 승점 순위 : 85위 (아프리카 14위)                    |

### 아프리카 네이션스컵
| 아프리카 네이션스컵 본선 기록 | 아프리카 네이션스컵 본선 기록        | 아프리카 네이션스컵 본선 기록        | 아프리카 네이션스컵 본선 기록        | 아프리카 네이션스컵 본선 기록        | 아프리카 네이션스컵 본선 기록        | 아프리카 네이션스컵 본선 기록        | 아프리카 네이션스컵 본선 기록        | 아프리카 네이션스컵 본선 기록        | 아프리카 네이션스컵 본선 기록        | 아프리카 네이션스컵 예선 기록        | 아프리카 네이션스컵 예선 기록        | 아프리카 네이션스컵 예선 기록        | 아프리카 네이션스컵 예선 기록        | 아프리카 네이션스컵 예선 기록        | 아프리카 네이션스컵 예선 기록        | 아프리카 네이션스컵 예선 기록        |
| 년도                          | 결과                                 | 순위                                 | 경기                                 | 승                                   | 무*                                  | 패                                   | 득점                                 | 실점                                 | 승점                                 | 경기                                 | 승                                   | 무*                                  | 패                                   | 득점                                 | 실점                                 | 승점                                 |
| ----------------------------- | ------------------------------------ | ------------------------------------ | ------------------------------------ | ------------------------------------ | ------------------------------------ | ------------------------------------ | ------------------------------------ | ------------------------------------ | ------------------------------------ | ------------------------------------ | ------------------------------------ | ------------------------------------ | ------------------------------------ | ------------------------------------ | ------------------------------------ | ------------------------------------ |
| 1957년                        | 실격                                 | 실격                                 | 실격                                 | 실격                                 | 실격                                 | 실격                                 | 실격                                 | 실격                                 | 실격                                 | 자동참가                             | 자동참가                             | 자동참가                             | 자동참가                             | 자동참가                             | 자동참가                             | 자동참가                             |
| 1959년                        | 아파르트헤이트로 인해 CAF에서 제명됨 | 아파르트헤이트로 인해 CAF에서 제명됨 | 아파르트헤이트로 인해 CAF에서 제명됨 | 아파르트헤이트로 인해 CAF에서 제명됨 | 아파르트헤이트로 인해 CAF에서 제명됨 | 아파르트헤이트로 인해 CAF에서 제명됨 | 아파르트헤이트로 인해 CAF에서 제명됨 | 아파르트헤이트로 인해 CAF에서 제명됨 | 아파르트헤이트로 인해 CAF에서 제명됨 | 아파르트헤이트로 인해 CAF에서 제명됨 | 아파르트헤이트로 인해 CAF에서 제명됨 | 아파르트헤이트로 인해 CAF에서 제명됨 | 아파르트헤이트로 인해 CAF에서 제명됨 | 아파르트헤이트로 인해 CAF에서 제명됨 | 아파르트헤이트로 인해 CAF에서 제명됨 | 아파르트헤이트로 인해 CAF에서 제명됨 |
| 1962년                        | 아파르트헤이트로 인해 CAF에서 제명됨 | 아파르트헤이트로 인해 CAF에서 제명됨 | 아파르트헤이트로 인해 CAF에서 제명됨 | 아파르트헤이트로 인해 CAF에서 제명됨 | 아파르트헤이트로 인해 CAF에서 제명됨 | 아파르트헤이트로 인해 CAF에서 제명됨 | 아파르트헤이트로 인해 CAF에서 제명됨 | 아파르트헤이트로 인해 CAF에서 제명됨 | 아파르트헤이트로 인해 CAF에서 제명됨 | 아파르트헤이트로 인해 CAF에서 제명됨 | 아파르트헤이트로 인해 CAF에서 제명됨 | 아파르트헤이트로 인해 CAF에서 제명됨 | 아파르트헤이트로 인해 CAF에서 제명됨 | 아파르트헤이트로 인해 CAF에서 제명됨 | 아파르트헤이트로 인해 CAF에서 제명됨 | 아파르트헤이트로 인해 CAF에서 제명됨 |
| 1963년                        | 아파르트헤이트로 인해 CAF에서 제명됨 | 아파르트헤이트로 인해 CAF에서 제명됨 | 아파르트헤이트로 인해 CAF에서 제명됨 | 아파르트헤이트로 인해 CAF에서 제명됨 | 아파르트헤이트로 인해 CAF에서 제명됨 | 아파르트헤이트로 인해 CAF에서 제명됨 | 아파르트헤이트로 인해 CAF에서 제명됨 | 아파르트헤이트로 인해 CAF에서 제명됨 | 아파르트헤이트로 인해 CAF에서 제명됨 | 아파르트헤이트로 인해 CAF에서 제명됨 | 아파르트헤이트로 인해 CAF에서 제명됨 | 아파르트헤이트로 인해 CAF에서 제명됨 | 아파르트헤이트로 인해 CAF에서 제명됨 | 아파르트헤이트로 인해 CAF에서 제명됨 | 아파르트헤이트로 인해 CAF에서 제명됨 | 아파르트헤이트로 인해 CAF에서 제명됨 |
| 1965년                        | 아파르트헤이트로 인해 CAF에서 제명됨 | 아파르트헤이트로 인해 CAF에서 제명됨 | 아파르트헤이트로 인해 CAF에서 제명됨 | 아파르트헤이트로 인해 CAF에서 제명됨 | 아파르트헤이트로 인해 CAF에서 제명됨 | 아파르트헤이트로 인해 CAF에서 제명됨 | 아파르트헤이트로 인해 CAF에서 제명됨 | 아파르트헤이트로 인해 CAF에서 제명됨 | 아파르트헤이트로 인해 CAF에서 제명됨 | 아파르트헤이트로 인해 CAF에서 제명됨 | 아파르트헤이트로 인해 CAF에서 제명됨 | 아파르트헤이트로 인해 CAF에서 제명됨 | 아파르트헤이트로 인해 CAF에서 제명됨 | 아파르트헤이트로 인해 CAF에서 제명됨 | 아파르트헤이트로 인해 CAF에서 제명됨 | 아파르트헤이트로 인해 CAF에서 제명됨 |
| 1968년                        | 아파르트헤이트로 인해 CAF에서 제명됨 | 아파르트헤이트로 인해 CAF에서 제명됨 | 아파르트헤이트로 인해 CAF에서 제명됨 | 아파르트헤이트로 인해 CAF에서 제명됨 | 아파르트헤이트로 인해 CAF에서 제명됨 | 아파르트헤이트로 인해 CAF에서 제명됨 | 아파르트헤이트로 인해 CAF에서 제명됨 | 아파르트헤이트로 인해 CAF에서 제명됨 | 아파르트헤이트로 인해 CAF에서 제명됨 | 아파르트헤이트로 인해 CAF에서 제명됨 | 아파르트헤이트로 인해 CAF에서 제명됨 | 아파르트헤이트로 인해 CAF에서 제명됨 | 아파르트헤이트로 인해 CAF에서 제명됨 | 아파르트헤이트로 인해 CAF에서 제명됨 | 아파르트헤이트로 인해 CAF에서 제명됨 | 아파르트헤이트로 인해 CAF에서 제명됨 |
| 1970년                        | 아파르트헤이트로 인해 CAF에서 제명됨 | 아파르트헤이트로 인해 CAF에서 제명됨 | 아파르트헤이트로 인해 CAF에서 제명됨 | 아파르트헤이트로 인해 CAF에서 제명됨 | 아파르트헤이트로 인해 CAF에서 제명됨 | 아파르트헤이트로 인해 CAF에서 제명됨 | 아파르트헤이트로 인해 CAF에서 제명됨 | 아파르트헤이트로 인해 CAF에서 제명됨 | 아파르트헤이트로 인해 CAF에서 제명됨 | 아파르트헤이트로 인해 CAF에서 제명됨 | 아파르트헤이트로 인해 CAF에서 제명됨 | 아파르트헤이트로 인해 CAF에서 제명됨 | 아파르트헤이트로 인해 CAF에서 제명됨 | 아파르트헤이트로 인해 CAF에서 제명됨 | 아파르트헤이트로 인해 CAF에서 제명됨 | 아파르트헤이트로 인해 CAF에서 제명됨 |
| 1972년                        | 아파르트헤이트로 인해 CAF에서 제명됨 | 아파르트헤이트로 인해 CAF에서 제명됨 | 아파르트헤이트로 인해 CAF에서 제명됨 | 아파르트헤이트로 인해 CAF에서 제명됨 | 아파르트헤이트로 인해 CAF에서 제명됨 | 아파르트헤이트로 인해 CAF에서 제명됨 | 아파르트헤이트로 인해 CAF에서 제명됨 | 아파르트헤이트로 인해 CAF에서 제명됨 | 아파르트헤이트로 인해 CAF에서 제명됨 | 아파르트헤이트로 인해 CAF에서 제명됨 | 아파르트헤이트로 인해 CAF에서 제명됨 | 아파르트헤이트로 인해 CAF에서 제명됨 | 아파르트헤이트로 인해 CAF에서 제명됨 | 아파르트헤이트로 인해 CAF에서 제명됨 | 아파르트헤이트로 인해 CAF에서 제명됨 | 아파르트헤이트로 인해 CAF에서 제명됨 |
| 1974년                        | 아파르트헤이트로 인해 CAF에서 제명됨 | 아파르트헤이트로 인해 CAF에서 제명됨 | 아파르트헤이트로 인해 CAF에서 제명됨 | 아파르트헤이트로 인해 CAF에서 제명됨 | 아파르트헤이트로 인해 CAF에서 제명됨 | 아파르트헤이트로 인해 CAF에서 제명됨 | 아파르트헤이트로 인해 CAF에서 제명됨 | 아파르트헤이트로 인해 CAF에서 제명됨 | 아파르트헤이트로 인해 CAF에서 제명됨 | 아파르트헤이트로 인해 CAF에서 제명됨 | 아파르트헤이트로 인해 CAF에서 제명됨 | 아파르트헤이트로 인해 CAF에서 제명됨 | 아파르트헤이트로 인해 CAF에서 제명됨 | 아파르트헤이트로 인해 CAF에서 제명됨 | 아파르트헤이트로 인해 CAF에서 제명됨 | 아파르트헤이트로 인해 CAF에서 제명됨 |
| 1976년                        | 아파르트헤이트로 인해 CAF에서 제명됨 | 아파르트헤이트로 인해 CAF에서 제명됨 | 아파르트헤이트로 인해 CAF에서 제명됨 | 아파르트헤이트로 인해 CAF에서 제명됨 | 아파르트헤이트로 인해 CAF에서 제명됨 | 아파르트헤이트로 인해 CAF에서 제명됨 | 아파르트헤이트로 인해 CAF에서 제명됨 | 아파르트헤이트로 인해 CAF에서 제명됨 | 아파르트헤이트로 인해 CAF에서 제명됨 | 아파르트헤이트로 인해 CAF에서 제명됨 | 아파르트헤이트로 인해 CAF에서 제명됨 | 아파르트헤이트로 인해 CAF에서 제명됨 | 아파르트헤이트로 인해 CAF에서 제명됨 | 아파르트헤이트로 인해 CAF에서 제명됨 | 아파르트헤이트로 인해 CAF에서 제명됨 | 아파르트헤이트로 인해 CAF에서 제명됨 |
| 1978년                        | 아파르트헤이트로 인해 CAF에서 제명됨 | 아파르트헤이트로 인해 CAF에서 제명됨 | 아파르트헤이트로 인해 CAF에서 제명됨 | 아파르트헤이트로 인해 CAF에서 제명됨 | 아파르트헤이트로 인해 CAF에서 제명됨 | 아파르트헤이트로 인해 CAF에서 제명됨 | 아파르트헤이트로 인해 CAF에서 제명됨 | 아파르트헤이트로 인해 CAF에서 제명됨 | 아파르트헤이트로 인해 CAF에서 제명됨 | 아파르트헤이트로 인해 CAF에서 제명됨 | 아파르트헤이트로 인해 CAF에서 제명됨 | 아파르트헤이트로 인해 CAF에서 제명됨 | 아파르트헤이트로 인해 CAF에서 제명됨 | 아파르트헤이트로 인해 CAF에서 제명됨 | 아파르트헤이트로 인해 CAF에서 제명됨 | 아파르트헤이트로 인해 CAF에서 제명됨 |
| 1980년                        | 아파르트헤이트로 인해 CAF에서 제명됨 | 아파르트헤이트로 인해 CAF에서 제명됨 | 아파르트헤이트로 인해 CAF에서 제명됨 | 아파르트헤이트로 인해 CAF에서 제명됨 | 아파르트헤이트로 인해 CAF에서 제명됨 | 아파르트헤이트로 인해 CAF에서 제명됨 | 아파르트헤이트로 인해 CAF에서 제명됨 | 아파르트헤이트로 인해 CAF에서 제명됨 | 아파르트헤이트로 인해 CAF에서 제명됨 | 아파르트헤이트로 인해 CAF에서 제명됨 | 아파르트헤이트로 인해 CAF에서 제명됨 | 아파르트헤이트로 인해 CAF에서 제명됨 | 아파르트헤이트로 인해 CAF에서 제명됨 | 아파르트헤이트로 인해 CAF에서 제명됨 | 아파르트헤이트로 인해 CAF에서 제명됨 | 아파르트헤이트로 인해 CAF에서 제명됨 |
| 1982년                        | 아파르트헤이트로 인해 CAF에서 제명됨 | 아파르트헤이트로 인해 CAF에서 제명됨 | 아파르트헤이트로 인해 CAF에서 제명됨 | 아파르트헤이트로 인해 CAF에서 제명됨 | 아파르트헤이트로 인해 CAF에서 제명됨 | 아파르트헤이트로 인해 CAF에서 제명됨 | 아파르트헤이트로 인해 CAF에서 제명됨 | 아파르트헤이트로 인해 CAF에서 제명됨 | 아파르트헤이트로 인해 CAF에서 제명됨 | 아파르트헤이트로 인해 CAF에서 제명됨 | 아파르트헤이트로 인해 CAF에서 제명됨 | 아파르트헤이트로 인해 CAF에서 제명됨 | 아파르트헤이트로 인해 CAF에서 제명됨 | 아파르트헤이트로 인해 CAF에서 제명됨 | 아파르트헤이트로 인해 CAF에서 제명됨 | 아파르트헤이트로 인해 CAF에서 제명됨 |
| 1984년                        | 아파르트헤이트로 인해 CAF에서 제명됨 | 아파르트헤이트로 인해 CAF에서 제명됨 | 아파르트헤이트로 인해 CAF에서 제명됨 | 아파르트헤이트로 인해 CAF에서 제명됨 | 아파르트헤이트로 인해 CAF에서 제명됨 | 아파르트헤이트로 인해 CAF에서 제명됨 | 아파르트헤이트로 인해 CAF에서 제명됨 | 아파르트헤이트로 인해 CAF에서 제명됨 | 아파르트헤이트로 인해 CAF에서 제명됨 | 아파르트헤이트로 인해 CAF에서 제명됨 | 아파르트헤이트로 인해 CAF에서 제명됨 | 아파르트헤이트로 인해 CAF에서 제명됨 | 아파르트헤이트로 인해 CAF에서 제명됨 | 아파르트헤이트로 인해 CAF에서 제명됨 | 아파르트헤이트로 인해 CAF에서 제명됨 | 아파르트헤이트로 인해 CAF에서 제명됨 |
| 1986년                        | 아파르트헤이트로 인해 CAF에서 제명됨 | 아파르트헤이트로 인해 CAF에서 제명됨 | 아파르트헤이트로 인해 CAF에서 제명됨 | 아파르트헤이트로 인해 CAF에서 제명됨 | 아파르트헤이트로 인해 CAF에서 제명됨 | 아파르트헤이트로 인해 CAF에서 제명됨 | 아파르트헤이트로 인해 CAF에서 제명됨 | 아파르트헤이트로 인해 CAF에서 제명됨 | 아파르트헤이트로 인해 CAF에서 제명됨 | 아파르트헤이트로 인해 CAF에서 제명됨 | 아파르트헤이트로 인해 CAF에서 제명됨 | 아파르트헤이트로 인해 CAF에서 제명됨 | 아파르트헤이트로 인해 CAF에서 제명됨 | 아파르트헤이트로 인해 CAF에서 제명됨 | 아파르트헤이트로 인해 CAF에서 제명됨 | 아파르트헤이트로 인해 CAF에서 제명됨 |
| 1988년                        | 아파르트헤이트로 인해 CAF에서 제명됨 | 아파르트헤이트로 인해 CAF에서 제명됨 | 아파르트헤이트로 인해 CAF에서 제명됨 | 아파르트헤이트로 인해 CAF에서 제명됨 | 아파르트헤이트로 인해 CAF에서 제명됨 | 아파르트헤이트로 인해 CAF에서 제명됨 | 아파르트헤이트로 인해 CAF에서 제명됨 | 아파르트헤이트로 인해 CAF에서 제명됨 | 아파르트헤이트로 인해 CAF에서 제명됨 | 아파르트헤이트로 인해 CAF에서 제명됨 | 아파르트헤이트로 인해 CAF에서 제명됨 | 아파르트헤이트로 인해 CAF에서 제명됨 | 아파르트헤이트로 인해 CAF에서 제명됨 | 아파르트헤이트로 인해 CAF에서 제명됨 | 아파르트헤이트로 인해 CAF에서 제명됨 | 아파르트헤이트로 인해 CAF에서 제명됨 |
| 1990년                        | 아파르트헤이트로 인해 CAF에서 제명됨 | 아파르트헤이트로 인해 CAF에서 제명됨 | 아파르트헤이트로 인해 CAF에서 제명됨 | 아파르트헤이트로 인해 CAF에서 제명됨 | 아파르트헤이트로 인해 CAF에서 제명됨 | 아파르트헤이트로 인해 CAF에서 제명됨 | 아파르트헤이트로 인해 CAF에서 제명됨 | 아파르트헤이트로 인해 CAF에서 제명됨 | 아파르트헤이트로 인해 CAF에서 제명됨 | 아파르트헤이트로 인해 CAF에서 제명됨 | 아파르트헤이트로 인해 CAF에서 제명됨 | 아파르트헤이트로 인해 CAF에서 제명됨 | 아파르트헤이트로 인해 CAF에서 제명됨 | 아파르트헤이트로 인해 CAF에서 제명됨 | 아파르트헤이트로 인해 CAF에서 제명됨 | 아파르트헤이트로 인해 CAF에서 제명됨 |
| 1992년                        | 아파르트헤이트로 인해 CAF에서 제명됨 | 아파르트헤이트로 인해 CAF에서 제명됨 | 아파르트헤이트로 인해 CAF에서 제명됨 | 아파르트헤이트로 인해 CAF에서 제명됨 | 아파르트헤이트로 인해 CAF에서 제명됨 | 아파르트헤이트로 인해 CAF에서 제명됨 | 아파르트헤이트로 인해 CAF에서 제명됨 | 아파르트헤이트로 인해 CAF에서 제명됨 | 아파르트헤이트로 인해 CAF에서 제명됨 | 아파르트헤이트로 인해 CAF에서 제명됨 | 아파르트헤이트로 인해 CAF에서 제명됨 | 아파르트헤이트로 인해 CAF에서 제명됨 | 아파르트헤이트로 인해 CAF에서 제명됨 | 아파르트헤이트로 인해 CAF에서 제명됨 | 아파르트헤이트로 인해 CAF에서 제명됨 | 아파르트헤이트로 인해 CAF에서 제명됨 |
| 1994년                        | 예선 탈락                            | 예선 탈락                            | 예선 탈락                            | 예선 탈락                            | 예선 탈락                            | 예선 탈락                            | 예선 탈락                            | 예선 탈락                            | 예선 탈락                            | 6                                    | 1                                    | 2                                    | 3                                    | 5                                    | 10                                   | 5                                    |
| 1996년                        | 우승                                 | 1위                                  | 6                                    | 5                                    | 0                                    | 1                                    | 11                                   | 2                                    | 15                                   | 자동참가(개최국)                     | 자동참가(개최국)                     | 자동참가(개최국)                     | 자동참가(개최국)                     | 자동참가(개최국)                     | 자동참가(개최국)                     | 자동참가(개최국)                     |
| 1998년                        | 준우승                               | 2위                                  | 6                                    | 3                                    | 2                                    | 1                                    | 9                                    | 6                                    | 11                                   | 자동참가(전 대회 우승국)             | 자동참가(전 대회 우승국)             | 자동참가(전 대회 우승국)             | 자동참가(전 대회 우승국)             | 자동참가(전 대회 우승국)             | 자동참가(전 대회 우승국)             | 자동참가(전 대회 우승국)             |
| 2000년                        | 준결승                               | 3위                                  | 6                                    | 3                                    | 2                                    | 1                                    | 8                                    | 6                                    | 11                                   | 6                                    | 3                                    | 2                                    | 1                                    | 10                                   | 5                                    | 11                                   |
| 2002년                        | 8강                                  | 6위                                  | 4                                    | 1                                    | 2                                    | 1                                    | 3                                    | 3                                    | 5                                    | 6                                    | 3                                    | 3                                    | 0                                    | 9                                    | 4                                    | 12                                   |
| 2004년                        | 조별리그                             | 11위                                 | 3                                    | 1                                    | 1                                    | 1                                    | 3                                    | 5                                    | 4                                    | 4                                    | 3                                    | 1                                    | 0                                    | 6                                    | 1                                    | 10                                   |
| 2006년                        | 조별리그                             | 16위                                 | 3                                    | 0                                    | 0                                    | 3                                    | 0                                    | 5                                    | 0                                    | 10                                   | 5                                    | 1                                    | 4                                    | 12                                   | 14                                   | 16                                   |
| 2008년                        | 조별리그                             | 13위                                 | 3                                    | 0                                    | 2                                    | 1                                    | 3                                    | 5                                    | 2                                    | 6                                    | 3                                    | 2                                    | 1                                    | 10                                   | 4                                    | 11                                   |
| 2010년                        | 예선 탈락                            | 예선 탈락                            | 예선 탈락                            | 예선 탈락                            | 예선 탈락                            | 예선 탈락                            | 예선 탈락                            | 예선 탈락                            | 예선 탈락                            | 6                                    | 2                                    | 1                                    | 3                                    | 5                                    | 5                                    | 7                                    |
| 2012년                        | 예선 탈락                            | 예선 탈락                            | 예선 탈락                            | 예선 탈락                            | 예선 탈락                            | 예선 탈락                            | 예선 탈락                            | 예선 탈락                            | 예선 탈락                            | 6                                    | 2                                    | 3                                    | 1                                    | 4                                    | 2                                    | 9                                    |
| 2013년                        | 8강                                  | 6위                                  | 4                                    | 1                                    | 3                                    | 0                                    | 5                                    | 3                                    | 6                                    | 자동참가(개최국)                     | 자동참가(개최국)                     | 자동참가(개최국)                     | 자동참가(개최국)                     | 자동참가(개최국)                     | 자동참가(개최국)                     | 자동참가(개최국)                     |
| 2015년                        | 조별리그                             | 15위                                 | 3                                    | 0                                    | 1                                    | 2                                    | 3                                    | 6                                    | 1                                    | 6                                    | 3                                    | 3                                    | 0                                    | 9                                    | 3                                    | 12                                   |
| 2017년                        | 예선 탈락                            | 예선 탈락                            | 예선 탈락                            | 예선 탈락                            | 예선 탈락                            | 예선 탈락                            | 예선 탈락                            | 예선 탈락                            | 예선 탈락                            | 6                                    | 1                                    | 4                                    | 1                                    | 8                                    | 6                                    | 7                                    |
| 2019년                        | 8강                                  | 7위                                  | 5                                    | 2                                    | 0                                    | 3                                    | 3                                    | 4                                    | 6                                    | 6                                    | 3                                    | 3                                    | 0                                    | 11                                   | 2                                    | 12                                   |
| 2021년                        | 예선 탈락                            | 예선 탈락                            | 예선 탈락                            | 예선 탈락                            | 예선 탈락                            | 예선 탈락                            | 예선 탈락                            | 예선 탈락                            | 예선 탈락                            | 6                                    | 3                                    | 1                                    | 2                                    | 8                                    | 7                                    | 10                                   |
| 합계                          | 10회 진출(10/15)                     | 우승(1회)                            | 43                                   | 16                                   | 13                                   | 14                                   | 48                                   | 45                                   | 61                                   | 74                                   | 32                                   | 26                                   | 16                                   | 97                                   | 63                                   | 122                                  |
| 순위                          | 아프리카 네이션스컵 역대 순위 : 13위 | 아프리카 네이션스컵 역대 순위 : 13위 | 아프리카 네이션스컵 역대 순위 : 13위 | 아프리카 네이션스컵 역대 순위 : 13위 | 아프리카 네이션스컵 역대 순위 : 13위 | 아프리카 네이션스컵 역대 순위 : 13위 | 아프리카 네이션스컵 역대 순위 : 13위 | 아프리카 네이션스컵 역대 순위 : 13위 | 아프리카 네이션스컵 역대 순위 : 13위 |                                      |                                      |                                      |                                      |                                      |                                      |                                      |

### CONCACAF골드컵
북중미 대회이지만 남아프리카 공화국은 특별 초청팀으로 1996년~2005년 사이의 일부 대회에 참가했다.
| 북중미 골드컵 기록 | 북중미 골드컵 기록          | 북중미 골드컵 기록          | 북중미 골드컵 기록          | 북중미 골드컵 기록          | 북중미 골드컵 기록          | 북중미 골드컵 기록          | 북중미 골드컵 기록          | 북중미 골드컵 기록          | 북중미 골드컵 기록          |
| 년도               | 결과                        | 순위                        | 경기                        | 승                          | 무*                         | 패                          | 득점                        | 실점                        | 승점                        |
| ------------------ | --------------------------- | --------------------------- | --------------------------- | --------------------------- | --------------------------- | --------------------------- | --------------------------- | --------------------------- | --------------------------- |
| 1996년             |                             |                             |                             |                             |                             |                             |                             |                             |                             |
| 1998년             |                             |                             |                             |                             |                             |                             |                             |                             |                             |
| 2000년             |                             |                             |                             |                             |                             |                             |                             |                             |                             |
| 2002년             |                             |                             |                             |                             |                             |                             |                             |                             |                             |
| 2003년             |                             |                             |                             |                             |                             |                             |                             |                             |                             |
| 2005년             | 8강                         | 7위                         | 4                           | 1                           | 3                           | 0                           | 7                           | 6                           | 6                           |
| 합계               | 1회 출전(초청)              | 8강(1회)                    | 4                           | 1                           | 3                           | 0                           | 7                           | 6                           | 6                           |
| 순위               | CONCACAF 골드컵 순위 : 18위 | CONCACAF 골드컵 순위 : 18위 | CONCACAF 골드컵 순위 : 18위 | CONCACAF 골드컵 순위 : 18위 | CONCACAF 골드컵 순위 : 18위 | CONCACAF 골드컵 순위 : 18위 | CONCACAF 골드컵 순위 : 18위 | CONCACAF 골드컵 순위 : 18위 | CONCACAF 골드컵 순위 : 18위 |

### FIFA 컨페더레이션스컵
| FIFA 컨페더레이션스컵 기록 | FIFA 컨페더레이션스컵 기록            | FIFA 컨페더레이션스컵 기록            | FIFA 컨페더레이션스컵 기록            | FIFA 컨페더레이션스컵 기록            | FIFA 컨페더레이션스컵 기록            | FIFA 컨페더레이션스컵 기록            | FIFA 컨페더레이션스컵 기록            | FIFA 컨페더레이션스컵 기록            | FIFA 컨페더레이션스컵 기록            |
| 년도                       | 결과                                  | 순위                                  | 경기                                  | 승                                    | 무*                                   | 패                                    | 득점                                  | 실점                                  | 승점                                  |
| -------------------------- | ------------------------------------- | ------------------------------------- | ------------------------------------- | ------------------------------------- | ------------------------------------- | ------------------------------------- | ------------------------------------- | ------------------------------------- | ------------------------------------- |
| 1992년                     | 진출 실패                             | 진출 실패                             | 진출 실패                             | 진출 실패                             | 진출 실패                             | 진출 실패                             | 진출 실패                             | 진출 실패                             | 진출 실패                             |
| 1995년                     | 진출 실패                             | 진출 실패                             | 진출 실패                             | 진출 실패                             | 진출 실패                             | 진출 실패                             | 진출 실패                             | 진출 실패                             | 진출 실패                             |
| 1997년                     | 조별리그                              | 8위                                   | 3                                     | 0                                     | 1                                     | 2                                     | 5                                     | 7                                     | 1                                     |
| 1999년                     | 진출 실패                             | 진출 실패                             | 진출 실패                             | 진출 실패                             | 진출 실패                             | 진출 실패                             | 진출 실패                             | 진출 실패                             | 진출 실패                             |
| 2001년                     | 진출 실패                             | 진출 실패                             | 진출 실패                             | 진출 실패                             | 진출 실패                             | 진출 실패                             | 진출 실패                             | 진출 실패                             | 진출 실패                             |
| 2003년                     | 진출 실패                             | 진출 실패                             | 진출 실패                             | 진출 실패                             | 진출 실패                             | 진출 실패                             | 진출 실패                             | 진출 실패                             | 진출 실패                             |
| 2005년                     | 진출 실패                             | 진출 실패                             | 진출 실패                             | 진출 실패                             | 진출 실패                             | 진출 실패                             | 진출 실패                             | 진출 실패                             | 진출 실패                             |
| 2009년                     | 준결승                                | 4위                                   | 5                                     | 1                                     | 1                                     | 3                                     | 4                                     | 6                                     | 4                                     |
| 2013년                     | 진출 실패                             | 진출 실패                             | 진출 실패                             | 진출 실패                             | 진출 실패                             | 진출 실패                             | 진출 실패                             | 진출 실패                             | 진출 실패                             |
| 2017년                     | 진출 실패                             | 진출 실패                             | 진출 실패                             | 진출 실패                             | 진출 실패                             | 진출 실패                             | 진출 실패                             | 진출 실패                             | 진출 실패                             |
| 합계                       | 2회 진출(2/10)                        | 준결승(4위 1회)                       | 8                                     | 1                                     | 2                                     | 5                                     | 9                                     | 13                                    | 5                                     |
| 순위                       | FIFA 컨페더레이션스컵 역대 순위: 23위 | FIFA 컨페더레이션스컵 역대 순위: 23위 | FIFA 컨페더레이션스컵 역대 순위: 23위 | FIFA 컨페더레이션스컵 역대 순위: 23위 | FIFA 컨페더레이션스컵 역대 순위: 23위 | FIFA 컨페더레이션스컵 역대 순위: 23위 | FIFA 컨페더레이션스컵 역대 순위: 23위 | FIFA 컨페더레이션스컵 역대 순위: 23위 | FIFA 컨페더레이션스컵 역대 순위: 23위 |

### 하계 올림픽
| 하계 올림픽 기록 | 하계 올림픽 기록                             | 하계 올림픽 기록                             | 하계 올림픽 기록                             | 하계 올림픽 기록                             | 하계 올림픽 기록                             | 하계 올림픽 기록                             | 하계 올림픽 기록                             | 하계 올림픽 기록                             | 하계 올림픽 기록                             |
| 년도             | 결과                                         | 순위                                         | 경기                                         | 승                                           | 무*                                          | 패                                           | 득점                                         | 실점                                         | 승점                                         |
| ---------------- | -------------------------------------------- | -------------------------------------------- | -------------------------------------------- | -------------------------------------------- | -------------------------------------------- | -------------------------------------------- | -------------------------------------------- | -------------------------------------------- | -------------------------------------------- |
| 1900년           | 독립 이전                                    | 독립 이전                                    | 독립 이전                                    | 독립 이전                                    | 독립 이전                                    | 독립 이전                                    | 독립 이전                                    | 독립 이전                                    | 독립 이전                                    |
| 1904년           | 독립 이전                                    | 독립 이전                                    | 독립 이전                                    | 독립 이전                                    | 독립 이전                                    | 독립 이전                                    | 독립 이전                                    | 독립 이전                                    | 독립 이전                                    |
| 1908년           | 독립 이전                                    | 독립 이전                                    | 독립 이전                                    | 독립 이전                                    | 독립 이전                                    | 독립 이전                                    | 독립 이전                                    | 독립 이전                                    | 독립 이전                                    |
| 1912년           | 불참                                         | 불참                                         | 불참                                         | 불참                                         | 불참                                         | 불참                                         | 불참                                         | 불참                                         | 불참                                         |
| 1920년           | 불참                                         | 불참                                         | 불참                                         | 불참                                         | 불참                                         | 불참                                         | 불참                                         | 불참                                         | 불참                                         |
| 1924년           | 불참                                         | 불참                                         | 불참                                         | 불참                                         | 불참                                         | 불참                                         | 불참                                         | 불참                                         | 불참                                         |
| 1928년           | 불참                                         | 불참                                         | 불참                                         | 불참                                         | 불참                                         | 불참                                         | 불참                                         | 불참                                         | 불참                                         |
| 1936년           | 불참                                         | 불참                                         | 불참                                         | 불참                                         | 불참                                         | 불참                                         | 불참                                         | 불참                                         | 불참                                         |
| 1948년           | 불참                                         | 불참                                         | 불참                                         | 불참                                         | 불참                                         | 불참                                         | 불참                                         | 불참                                         | 불참                                         |
| 1952년           | 불참                                         | 불참                                         | 불참                                         | 불참                                         | 불참                                         | 불참                                         | 불참                                         | 불참                                         | 불참                                         |
| 1956년           | 불참                                         | 불참                                         | 불참                                         | 불참                                         | 불참                                         | 불참                                         | 불참                                         | 불참                                         | 불참                                         |
| 1960년           | 출전 자격 박탈(아파르트헤이트 정책으로 인해) | 출전 자격 박탈(아파르트헤이트 정책으로 인해) | 출전 자격 박탈(아파르트헤이트 정책으로 인해) | 출전 자격 박탈(아파르트헤이트 정책으로 인해) | 출전 자격 박탈(아파르트헤이트 정책으로 인해) | 출전 자격 박탈(아파르트헤이트 정책으로 인해) | 출전 자격 박탈(아파르트헤이트 정책으로 인해) | 출전 자격 박탈(아파르트헤이트 정책으로 인해) | 출전 자격 박탈(아파르트헤이트 정책으로 인해) |
| 1964년           | 출전 자격 박탈(아파르트헤이트 정책으로 인해) | 출전 자격 박탈(아파르트헤이트 정책으로 인해) | 출전 자격 박탈(아파르트헤이트 정책으로 인해) | 출전 자격 박탈(아파르트헤이트 정책으로 인해) | 출전 자격 박탈(아파르트헤이트 정책으로 인해) | 출전 자격 박탈(아파르트헤이트 정책으로 인해) | 출전 자격 박탈(아파르트헤이트 정책으로 인해) | 출전 자격 박탈(아파르트헤이트 정책으로 인해) | 출전 자격 박탈(아파르트헤이트 정책으로 인해) |
| 1968년           | 출전 자격 박탈(아파르트헤이트 정책으로 인해) | 출전 자격 박탈(아파르트헤이트 정책으로 인해) | 출전 자격 박탈(아파르트헤이트 정책으로 인해) | 출전 자격 박탈(아파르트헤이트 정책으로 인해) | 출전 자격 박탈(아파르트헤이트 정책으로 인해) | 출전 자격 박탈(아파르트헤이트 정책으로 인해) | 출전 자격 박탈(아파르트헤이트 정책으로 인해) | 출전 자격 박탈(아파르트헤이트 정책으로 인해) | 출전 자격 박탈(아파르트헤이트 정책으로 인해) |
| 1972년           | 출전 자격 박탈(아파르트헤이트 정책으로 인해) | 출전 자격 박탈(아파르트헤이트 정책으로 인해) | 출전 자격 박탈(아파르트헤이트 정책으로 인해) | 출전 자격 박탈(아파르트헤이트 정책으로 인해) | 출전 자격 박탈(아파르트헤이트 정책으로 인해) | 출전 자격 박탈(아파르트헤이트 정책으로 인해) | 출전 자격 박탈(아파르트헤이트 정책으로 인해) | 출전 자격 박탈(아파르트헤이트 정책으로 인해) | 출전 자격 박탈(아파르트헤이트 정책으로 인해) |
| 1976년           | 출전 자격 박탈(아파르트헤이트 정책으로 인해) | 출전 자격 박탈(아파르트헤이트 정책으로 인해) | 출전 자격 박탈(아파르트헤이트 정책으로 인해) | 출전 자격 박탈(아파르트헤이트 정책으로 인해) | 출전 자격 박탈(아파르트헤이트 정책으로 인해) | 출전 자격 박탈(아파르트헤이트 정책으로 인해) | 출전 자격 박탈(아파르트헤이트 정책으로 인해) | 출전 자격 박탈(아파르트헤이트 정책으로 인해) | 출전 자격 박탈(아파르트헤이트 정책으로 인해) |
| 1980년           | 출전 자격 박탈(아파르트헤이트 정책으로 인해) | 출전 자격 박탈(아파르트헤이트 정책으로 인해) | 출전 자격 박탈(아파르트헤이트 정책으로 인해) | 출전 자격 박탈(아파르트헤이트 정책으로 인해) | 출전 자격 박탈(아파르트헤이트 정책으로 인해) | 출전 자격 박탈(아파르트헤이트 정책으로 인해) | 출전 자격 박탈(아파르트헤이트 정책으로 인해) | 출전 자격 박탈(아파르트헤이트 정책으로 인해) | 출전 자격 박탈(아파르트헤이트 정책으로 인해) |
| 1984년           | 출전 자격 박탈(아파르트헤이트 정책으로 인해) | 출전 자격 박탈(아파르트헤이트 정책으로 인해) | 출전 자격 박탈(아파르트헤이트 정책으로 인해) | 출전 자격 박탈(아파르트헤이트 정책으로 인해) | 출전 자격 박탈(아파르트헤이트 정책으로 인해) | 출전 자격 박탈(아파르트헤이트 정책으로 인해) | 출전 자격 박탈(아파르트헤이트 정책으로 인해) | 출전 자격 박탈(아파르트헤이트 정책으로 인해) | 출전 자격 박탈(아파르트헤이트 정책으로 인해) |
| 1988년           | 출전 자격 박탈(아파르트헤이트 정책으로 인해) | 출전 자격 박탈(아파르트헤이트 정책으로 인해) | 출전 자격 박탈(아파르트헤이트 정책으로 인해) | 출전 자격 박탈(아파르트헤이트 정책으로 인해) | 출전 자격 박탈(아파르트헤이트 정책으로 인해) | 출전 자격 박탈(아파르트헤이트 정책으로 인해) | 출전 자격 박탈(아파르트헤이트 정책으로 인해) | 출전 자격 박탈(아파르트헤이트 정책으로 인해) | 출전 자격 박탈(아파르트헤이트 정책으로 인해) |
| 합계             | 2회 진출(2/15)                               | 조별리그(2회)                                | 6                                            | 1                                            | 2                                            | 3                                            | 6                                            | 7                                            | 5                                            |

## 주요 선수
- 툴라니 흘라치와요
- 딘 퍼먼
- 툴라니 세레로
- 퍼시 타우
- 에릭 마토호
- 봉가니 중구
- 리발도 코에치
- 시부시소 빌라카지
- 흘롬포 케카나

## 역대 감독
| 감독              | 임기        |
| ----------------- | ----------- |
| 필리프 트루시에   | 1998        |
| 카를루스 케이로스 | 2000 ~ 2002 |